# HD 19637
HD 19637，又名BD+26 516，SAO 75771、HR 946，是一颗恒星，视星等为6.02，位于銀經157.54，銀緯-26.48，其B1900.0坐标为赤經3h 4m 30.6s，赤緯+26° -26.48′ 49″。